# Báscones de Ojeda
Báscones de Ojeda is een gemeente in de Spaanse provincie Palencia in de regio Castilië en León met een oppervlakte van 18,56 km². Báscones de Ojeda telt 147 inwoners (1 januari 2016).

## Demografische ontwikkeling
Bron: INE, 1857-2011: volkstellingen